# Achille Castiglioni
Achille Castiglioni (* 16. Februar 1918 in Mailand; † 2. Dezember 2002 ebenda) war ein italienischer Industriedesigner.

## Biographie

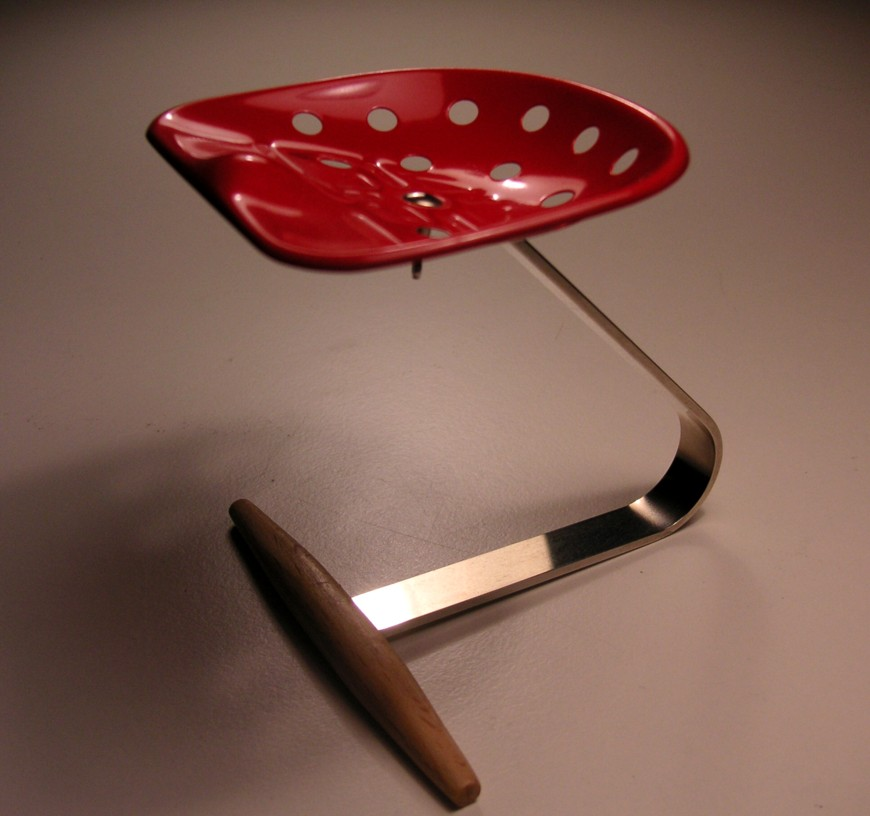
Der Mezzadro von 1957

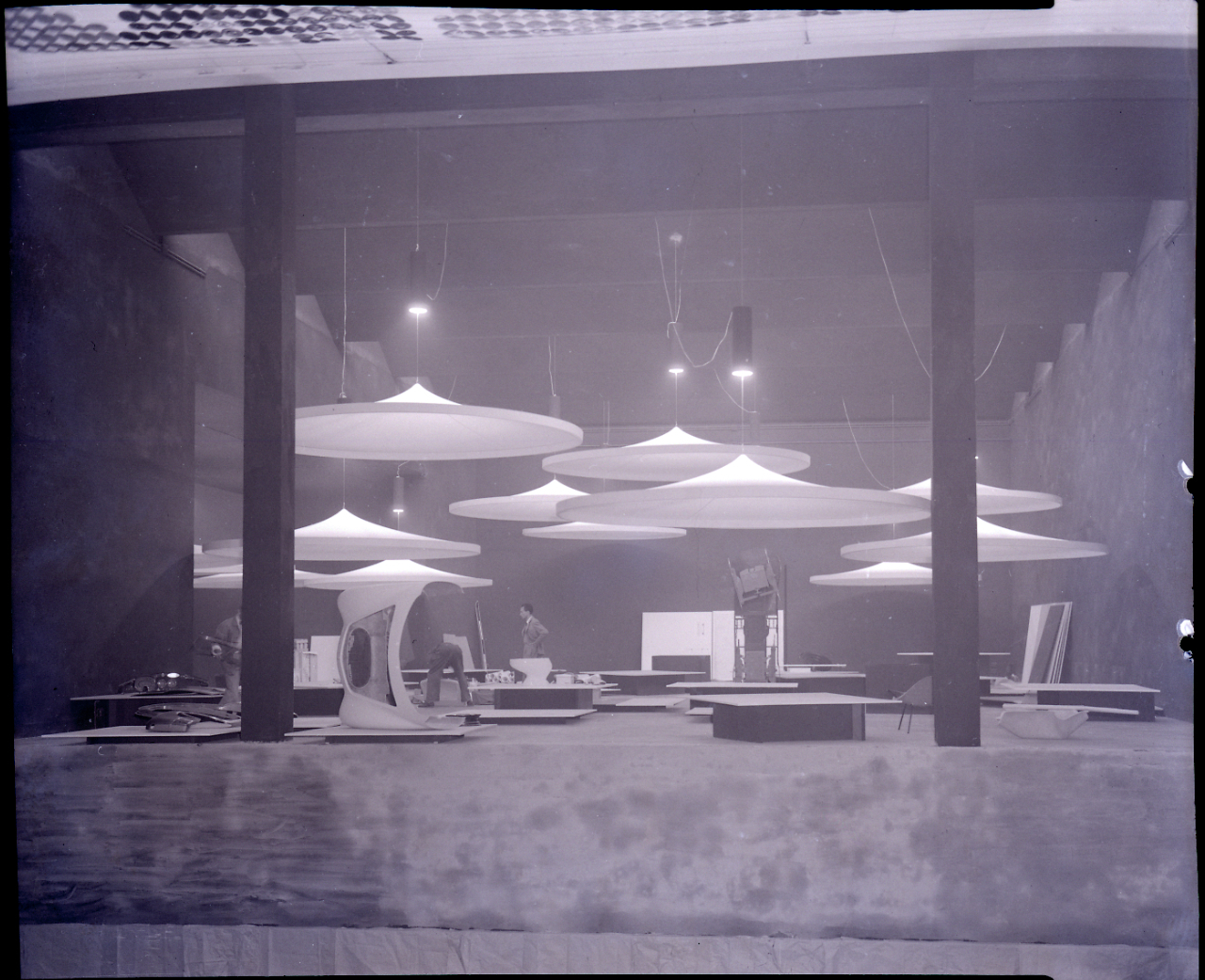
Industrial Design Pavillon, entworfen von Achille und Pier Giacomo Castiglioni. Foto von Paolo Monti, 1954.

Nach dem Architektur-Studium an der Polytechnischen Universität Mailand gründete er 1944 zusammen mit seinen Brüdern Livio und Pier Giacomo (1913–1968) ein Designbüro. Die Brüder gehörten dank ihres schlichten, sachlichen Stils zu den bedeutendsten Designern der italienischen Nachkriegszeit. Sie wurden dafür bekannt, bestehende Produkte auf zuweilen überraschende Art neu zusammenzusetzen. Zwei ihrer Leuchten, die Stehleuchte Toio – ein auf einer Stahlstange angebrachter Autoscheinwerfer – und die Hängeleuchte Parentesi, wurden in die Sammlung des New Yorker Museum of Modern Art aufgenommen. Achille Castiglioni lebte lange Zeit in Lierna am Comer See, wo er viele seiner Werke im künstlerischen Atelier seines Vaters Giannino Castiglioni entwarf, der als der bedeutendste italienische Bildhauer des 20. Jahrhunderts gilt.
Anlässlich der XI. Mailänder Triennale 1957 stellten sie ihren Traktorstuhl „Mezzadro“ vor, dabei verwendeten die Designer einen handelsüblichen Traktorsitz und befestigten ihn mit einer Flügelmutter an einem freischwingenden Bandstahlbogen. Zur Stabilisierung verwendeten sie ein Querholz, das einer Leitersprosse ähnelt.
Zu den großen Meisterwerken des italienischen Designs zählt auch der „Lierna-Stuhl“, ein Esszimmerstuhl in lackiertem Holz, den die Castiglioni-Brüder für den Möbelhersteller Cassina im Jahr 1960 entwarfen.

## Werke Architektur
- 1938 Grundschule, aus Lierna Comer See[1]
- 1950 Stadtplanungsprojekt für den Comer See
- 1952 Palazzo del Comune di Lierna, Lierna Comer See
- 1952–1953 Torre della PERMANENTE, Mailand
- 1956 Pfarrkirche San Gabriele Arcangelo in Mater Dei
- 1958 Gebäude der Industrie- und Handelskammer, Mailand
- 1960 Brauerei Splügen-Bräu, Mailand
- 1968 Geschäftshaus OMEGA, Piazza Duomo, Mailand
- 1969 Haus Castiglioni, Mailand

## Ausstellungen
- 1957 „Colori e forme nella casa d'oggi“, Villa Olmo, Como
- 1963 „Vie d'acqua da Milano al mare“, Palazzo Reale, Mailand
- 1965 „La casa abitata“, Palazzo Strozzi, Florenz
- 1984 „Achille Castiglioni“, Museum für Angewandte Kunst, Wien
- 1988 „Le città del mondo e il futuro delle metropoli“, XVII Triennale, Palazzo dell'arte, Mailand
- 1995 „A la Castiglioni“, Centre d’Art Santa Mònica, Barcelona

## Industriedesign
- 1957 Sella, Sitzmöbel für Zanotta

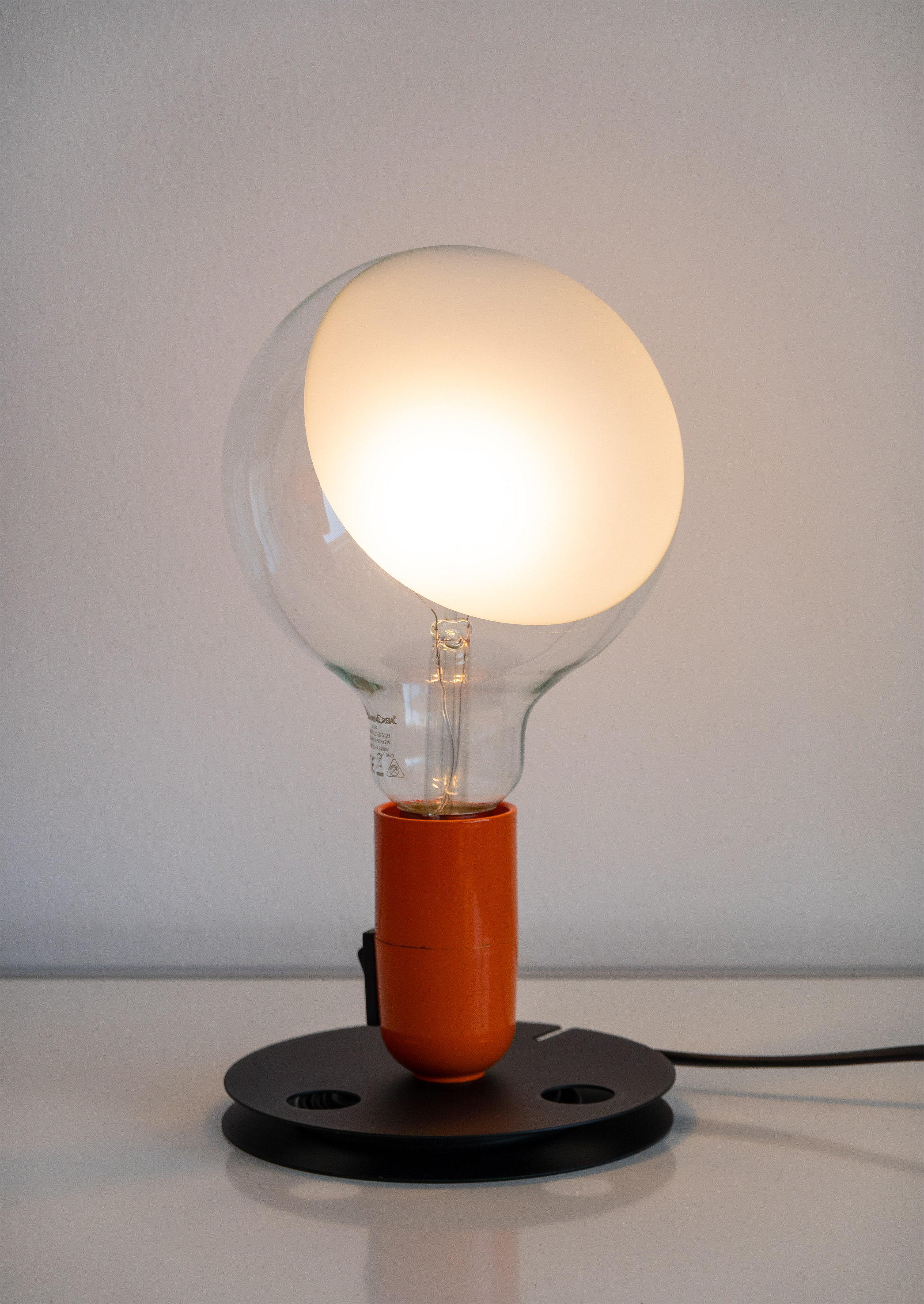
Tischleuchte Lampadina von 1972

- 1957 Mezzadro, Sitzmöbel für Zanotta
- 1960 Lierna, Sitzmöbel für Gavina (später Gavina, Meritalia), dessen Name sich von der Stadt am Comer See Lierna ableitet, mit Pier Giacomo Castiglioni
- 1960 Sanluca, Sessel für Gavina (später Knoll, Bernini, Poltrona Frau)
- 1960 Taraxacum, Viscontea, Leuchte für Heisenkeil(heute Flos)
- 1962 Gatto, Gatto Piccolo, Leuchte für Heisenkeil (heute Flos)
- 1962 Sleek, Löffel für Kraft und Alessi
- 1962 Toio, Stehleuchte für Flos
- 1962 Taccia, Tischleuchte für Flos
- 1962 Arco, Stehleuchte für Flos
- 1962 Pitagora, Espressomaschine für La Cimbali
- 1964 Splügen Bräu, Hängeleuchte für Flos (zusammen mit Piergiacomo Castiglioni)
- 1965 Orseggi, Service aus Gläsern, Karaffe und Dekanter für Arnolfo di Cambio und Alessi
- 1965 Firenze, Wanduhr Lorenz und Alessi
- 1966 Allunaggio, Stuhl für Zanotta
- 1967 Snoopy, Tischleuchte für Flos (zusammen mit Piergiacomo Castiglioni)
- 1968 Interruttore rompitratta, für VLM
- 1970 Primate, Stuhl für Zanotta
- 1970 Parentesi, Leuchte für Flos
- 1971 Spirale, Aschenbecher für Alessi
- 1972 Lampadina, Tischleuchte für Flos
- 1972 Noce, Tisch- und Wandleuchte für Flos
- 1975 Aoy, Tischleuchte für Flos
- 1976 Bibip, Stehleuchte für Flos
- 1977 Cumano, dreibeiniger Tisch für Zanotta
- 1978 Frisbi, Hängeleuchte für Flos
- 1980 Gibigiana, Tischleuchte für Flos
- 1982 Dry, Geschirr für Alessi
- 1982 Moni, Leuchte für Flos
- 1982 Giovi, Leuchte für Flos
- 1983 Paro, Becher für Danese
- 1984 Stylos, Stehleuchte für Flos
- 1988 Taraxacum88, Leuchte für Flos
- 1989 Record, Armbanduhr für Alessi
- 1990 Joy, Möbel für Zanotta
- 1992 Brera, Leuchte für Flos
- 1995 Fruttiera scolatoio, für Alessi
- 1995 Tavolo 95, für De Padova
- 1995 Mate, Supremate und Minimate, Tabletts für De Padova
- 1996 Scrittarello, Schreibtisch für De Padova
- 1996 Fucsia, Hängeleuchte für Flos
- 1997 Bavero, Service für Alessi
- 1998 Diabolo, Leuchte für Flos

## Auszeichnungen
- 1955 Premio Compasso d’Oro für die Leuchte Luminator
- 1960 Premio Compasso d'oro für den Stuhl T 12 Palini
- 1962 Premio Compasso d'oro für die Espressomaschine Pitagora
- 1964 Premio Compasso d'oro für den Bierzapfer Spinamatic
- 1967 Premio Compasso d'oro für einen Kopfhörer für Simultanübersetzer
- 1979 Premio Compasso d'oro für die Leuchte Parentesi
- 1979 Premio Compasso d'oro für das Krankenbett Omsa
- 1984 Premio Compasso d'oro für das Besteck Dry
- 1985 Ehrenmitglied des “Committee of Advisors” am Art Center College of Design von Pasadena in Kalifornien und von  Montreux in der Schweiz
- 1986 Ehrenmitglied der Faculty of Royal Designers for Industry der Royal Society of Art von London
- 1987 Ehrendoktor des Royal College of Art in London
- 1989 Compasso d'Oro, Besondere Erwähnung: “Für das, durch seine unersetzbare Erfahrung erlangte Erheben des Designs zu den größten Kulturwerten”.
- 1993 Jahrespreis “The Chartered Society of Designer” in London
- 1994 Preis “Primavera del Design” des Dipartimento di Cultura di Catalunya
- 1995 Preis “Art sur Table” des Conseil National des Art Culinaire, Paris
- 1996 Preis “IF Design Wettbewerb” des Industrie Forum Design, Hannover
- 1996 Preis “Longevity-Langlebigkeit” des Design Centers Stuttgart
- 1999 Domus/INARCH Preis 1998 alla carriera da INARCH.
- 1999 Preis “Targa d'Oro Unione Italiana per il Disegno” der Facoltà di Architettura in Genua
- 1999 Erster Platz  beim Wettbewerb “Sostegni per l'Ambiente”, mit Michele De Lucchi
- 2001 Ehrendoktor für Industriedesign des Politecnico di Milano

## Sammlungen
- Sedia Lierna im Museum Triennale di Milano, Italien
- Sedia Mezzadro im Museum of Modern Art, New York
- Lampada Toio  im Museum of Modern Art, New York
- Lampada Arco im Museum of Modern Art, New York
- Poltrona Primate  im Museum of Modern Art, New York
- Lampada Luminator  im Museum of Modern Art, New York